# Walter Gladisch
Walter Gladisch (n. 2 de enero de 1882 en Berlín - f. 23 de marzo de 1954 en Bad Homburg vor der Höhe) fue un marino alemán que llegó a almirante en la Segunda Guerra Mundial.

## Vida
Gladisch ingresó el 12 de abril de 1898 como cadete en la Marina Imperial alemana. Cursó su instrucción básica en el crucero-fragata SMS Charlotte, pasando luego a la Escuela Naval, donde el 18 de abril de 1899 ascendió a alférez de fragata. El 22 de octubre de 1900 marchó destinado a Kiau-Chau, donde sirvió en la Escuadra de Asia Oriental a bordo del crucero protegido SMS Fürst Bismarck y del SMS Hertha, ascendiendo el 13 de septiembre de 1901 a Leutnant zur See, empleo inferior al de alférez de navío. A su regreso, Gladisch fue oficial de compañía en la 2ª División de Marinería y al mismo tiempo oficial de guardia en el crucero ligero SMS Zieten del de noviembre de 1902 al 31 de marzo de 1903. El 28 de marzo había ascendido a alférez de navío y el 31 de agosto de 1903 fue destinado al buque escuela de Artillería SMS Mars. El 12 de mayo de 1904 fue enviado de nuevo a Kiau-Chau como oficial de la compañía de instrucción de la Sección de Artillería Naval, sirviendo dos años en esa colonia alemana. A su regreso fue de nuevo oficial de compañía en la 2.ª División de Marinería y desde el 16 de abril de 1907 oficial de guardia en los navíos de línea SMS Brandenburg, SMS Hannover y SMS Schwaben, ascendiendo a teniente de navío el 30 de marzo de 1908. Destinado otra vez durante cinco meses a la 2.ª División de Marinería, Gladisch pasó luego a ser oficial de guardia en el crucero protegido SMS Victoria Louise y hasta el 30 
de septiembre de 1911 fue oficial de grumetes en el buque escuela SMS König Wilhelm. Al día siguiente, 1 de octubre, fue destinado como segundo oficial de Artillería al navío de línea SMS Nassau. Un año más tarde era allí primer oficial de Artillería, puesto en el que vivió el comienzo de la Primera Guerra Mundial, ascendiendo el 13 de mayo de 1915 a capitán de corbeta. Del 17 de octubre de 1916 al 23 de agosto de 1917, fue primer oficial de Artillería en el crucero protegido SMS Von der Tann y después fue destinado como segundo oficial del estado mayor del almirante en la Comandancia de Fuerzas de Alta Mar.
Terminada la guerra, Gladisch se quedó en el Estado Mayor de las Fuerzas de Alta Mar como responsable de su liquidación, y después pasó como jefe de negociado a la Sección Política del Departamento de la Armada (Reichsmarineamt), pasando con el mismo cargo el 1 de octubre de 1919 a la Sección de la Flota en el Almirantazgo (que el 15 de septiembre de 1920 pasó a llamarse Dirección Naval (Marineleitung). Allí ascendió el 30 de noviembre de 1920 a capitán de fragata. El 27 de septiembre de 1922 fue nombrado Jefe de la Sección, el 1 de marzo de 1923 ascendido a capitán de navío y el 3 de julio siguiente destinado como comandante al crucero ligero Arcona. Dejó ese cargo el 1 de diciembre, para mandar hasta el 23 de marzo de 1925 el crucero ligero Amazone. Después Gladisch fue hasta el 14 de octubre de 1928 jefe de Estado Mayor del Mando de la Flota, puesto en el que el 1 de octubre ascendió a contraalmirante. Después fue Comandante de las Fuerzas Navales del Báltico y Jefe de la Unidad de Fuerzas de Exploración, y desde el 1 de octubre de 1930 Comandante de las Fuerzas de Exploración. el día anterior, 30 de septiembre, asumió por un año la Jefatura de la Comandancia de Marina en la Dirección Naval. El 1 de octubre fue ascendido a almirante y nombrado Jefe de Flota en el Comando de la Flota. El 30 de septiembre de 1933 fue separado del servicio activo.
En los años siguientes, Gladisch trabajó en el Archivo de la Armada.
El 22 de marzo de 1939 Gladisch fue puesto a disposición de la Kriegsmarine, aunque no se le reactivó hasta el 13 de septiembre, cuando lo nombraron Reichskommissar en el Tribunal Superior de Presas Marítimas en Berlín. El 30 de junio de 1943 fue definitivamente jubilado.
Gladisch dirigió un grupo de estudio sobre el derecho de guerra en la Sociedad Alemana de Política y Ciencia de la Defensa.
Terminada la guerra, Gladisch presidió entre diciembre de 1949 y abril de 1950 la Comisión Superior Deportiva de Automovilismo en Alemania. También perteneció al Grupo de expertos de Himmerod, que propuso el rearme de la República Federal de Alemania.

## Condecoraciones
- Cruz de Hierro (1914) de 2.ª y 1.ª Clase[1]
- Cruz de Servicios Distinguidos de Prusia[1]
- Moneda Conmemorativa de China[1]
- Cruz Hanseática de Hamburgo[1]
- Cruz de Federico-Augusto de 2.ª y 1.ª Clase[1]
- Cruz del Mérito Militar de Austria de 3.ª Clase con Condecoración de Guerra[1]
- Media Luna de Hierro[1]